# Sovchos
Sovchos var ett jordbrukskollektiv i det forna Sovjetunionen som helt eller delvis ägdes av staten. Sovchoserna var vanligtvis större enheter än kolchoserna men mer industriellt organiserade och med bönderna som anställda arbetare.